# Top-posting
El top-posting és el costum de respondre els correus electrònics i altres missatges escrivint en línies per sobre del missatge original.
És considerat indesitjable en moltes definicions de la netiqueta, ja que contradiu l'ordre convencional d'escriptura que va de la part superior de la pantalla cap a la inferior. A continuació es mostra un exemple del resultat d'aquesta pràctica:
```
Perquè així es facilita el seguiment del tema tractat.
> Per què?
> > És preferible escriure per sota del paràgraf que es respon.
> > > Aleshores, què es fa?
> > > > No.
> > > > > És bo fer "top-posting"?
```

L'ordre correcte d'aquesta discussió seria:
```
> > > > > És bo fer "top-posting"?
> > > > No.
> > > Aleshores, què es fa?
> > És preferible escriure per sota del paràgraf que es respon.
> Per què?
Perquè així es facilita el seguiment del tema tractat.
```

Molts usuaris, principalment en el correu privat i empresarial, fan top-posting a causa de la configuració predeterminada dels correus dels seus clients, com pel fet que la nova informació és visible sense necessitat de visualitzar el missatge complet.
Aquesta pràctica és vàlida si la conversa és entre dues persones i el que hi ha referenciat ha estat escrit pel receptor, en aquest cas és només una referència (que es pot ometre) a alguna cosa que el receptor va escriure en el seu moment.
D'altra banda, a les llistes de correus s'ha d'evitar aquest costum. És preferible intentar respondre entre línies una a una les preguntes o comentaris, o bé, sota el text referenciat, tal com es fa a l'exemple de més amunt. A més a més, és convenient eliminar les línies que ja no són útils, i deixar únicament el text que ajudi a reprendre el tema del fil.